# Длина окружности

Длина окружности C с диаметром D, радиусом R и центром O. Circumference = × D = 2 × × R.

Длина окружности — это длина замкнутой плоской кривой, ограничивающей круг. Поскольку окружность является границей круга или диска, длина окружности является частным случаем периметра.
Длина окружности  может быть определена как предел последовательности периметров вписанных в круг правильных многоугольников при неограниченном увеличении числа сторон многоугольника.

Если диаметр окружности равен 1, её длина равна.

Если радиус окружности равен 1, её длина равна.

## Длина окружности и число π
Длина окружности связана с одной из самых важных математических констант — числом пи. Число пи обозначается греческой буквой пи ({\displaystyle \pi }). Первые цифры числа в десятичной записи:
{\displaystyle \pi =3{,}141592653589793\dots }
{\displaystyle \pi } определяется как отношение длины окружности {\displaystyle C} к её диаметру {\displaystyle d}:
{\displaystyle \pi ={\frac {C}{d}}}
Или, что эквивалентно, как отношение длины окружности к удвоенному радиусу. Формула длины окружности тогда выше принимает вид:
{\displaystyle {C}=\pi \cdot {d}=2\pi \cdot {r}.\!}
Использование константы {\displaystyle \pi } является повсеместным в науке и приложениях.
В книге «Измерение круга», написанной около 250 года до н. э., Архимед показал, что отношение ({\displaystyle C/d} (он не использовал обозначение {\displaystyle \pi }) больше 310/71, но меньше 31/7, вычислив периметры вписанного и описанного многоугольника с 96 сторонами. Этот метод аппроксимации числа {\displaystyle \pi } использовался столетиями, так как имел бо́льшую точность, чем формулы многоугольников с большим числом сторон. Последнее такое вычисление производилось в 1630 году Кристофом Гринбергером, использовавшим многоугольники с 1040 сторонами.